# Papyrius
Papyrius (лат.) — род муравьёв подсемейства долиходерины (Dolichoderinae, Leptomyrmecini). Австралия и Новая Гвинея
.

## Описание
Мелкие муравьи коричневого цвета.  Заднегрудка округлая без проподеальных шипиков. Усики самок и рабочих 12-члениковые (у самцов антенны состоят из 13 сегментов). Жвалы рабочих с 12-17 зубцами. Нижнечелюстные щупики 5-члениковые, нижнегубные щупики состоят из 4 сегментов. Голени средних и задних ног с одной апикальной шпорой.
Стебелёк между грудкой и брюшком состоит из одного сегмента (петиоль). Род был создан на основе видов близкого таксона Iridomyrmex, с которым сходен
.
- Papyrius flavus (Mayr, 1865) — Австралия
- Papyrius nitidus (Mayr, 1862) — Австралия и Новая Гвинея
  - =Acantholepis tuberculatus Lowne, 1865
  - Papyrius nitidus clitellarius (Viehmeyer, 1925) — Австралия
  - Papyrius nitidus oceanicus (Forel, 1901) —  Новая Гвинея
  - Papyrius nitidus queenslandensis (Forel, 1901) — Австралия